# Cerithiopsis
Cerithiopsis là một chi ốc biển rất nhỏ, là động vật thân mềm chân bụng sống ở biển trong họ Cerithiopsidae.

## Phân bố
Chi này phân bố trong Biển Caribe bao gồm Cuba, trong Đại Tây Dương bao gồm the quần đảo Cape Verde và Angola và trong Ấn Độ Dương bao gồm Aldabra Atoll.

## Các loài
Các loài trong chi Cerithiopsis gồm có:
- Cerithiopsis canaliculata [cần dẫn nguồn]
- Cerithiopsis crenistria [cần dẫn nguồn]
- Cerithiopsis marginata [cần dẫn nguồn]
- Cerithiopsis styliformis [cần dẫn nguồn]

- Cerithiopsis academicorum Rolán & Espinosa, 1996
- Cerithiopsis acontium Dall, 1889
- Cerithiopsis aimen Rolán & Espinosa, 1996
- Cerithiopsis alabastrula (Mörch, 1876)
- Cerithiopsis albovittata (C. B. Adams, 1850)
- Cerithiopsis althea Dall, 1927
- Cerithiopsis amblytera Watson, 1880
- Cerithiopsis annae Cecalupo & Buzzurro, 2005
- Cerithiopsis apexcostata Rolán, Espinosa, Fernández-Garcés, 2007
- Cerithiopsis apicina Dall, 1927
- Cerithiopsis ara Dall & Bartsch, 1911
- Cerithiopsis aralia Olsson & Harbison, 1953
- Cerithiopsis argentea Dall, 1927
- Cerithiopsis atalaya Watson, 1885
- Cerithiopsis balaustium Figueira & Pimenta, 2008
- Cerithiopsis barleei Jeffreys, 1867
- Cerithiopsis beneitoi Rolán, Espinosa, Fernández-Garcés, 2007
- Cerithiopsis bilineata (Hoernes, 1848)
- Cerithiopsis blandi Deshayes in Vignal, 1900
- Cerithiopsis boucheti Jay & Drivas, 2002
- Cerithiopsis capixaba Figueira & Pimenta, 2008
- Cerithiopsis caribbaea (Gabb, 1881)
- Cerithiopsis ceac Rolán & Fernández-Garcés, 2010
- Cerithiopsis cinereoflava (Mörch, 1876)
- Cerithiopsis cruzana Usticke, 1959
- Cerithiopsis decora Dall, 1927
- Cerithiopsis diadema Monterosato, 1874
- Cerithiopsis dilata Rolán, Espinosa, Fernández-Garcés, 2007
- Cerithiopsis docata Dall, 1927
- Cerithiopsis dominguezi Rolán & Espinosa, 1996
- Cerithiopsis elima Dall, 1927
- Cerithiopsis eliza Dall, 1927
- Cerithiopsis elsa Dall, 1927
- Cerithiopsis emersonii (C.B. Adams, 1839)
- Cerithiopsis familiarum Rolán, Espinosa, Fernández-Garcés, 2007
- Cerithiopsis fayalensis Watson, 1880
- Cerithiopsis flava (C. B. Adams, 1850)*
- Cerithiopsis floridana Dall, 1892
- Cerithiopsis fuscoflava Rolán & Espinosa, 1996
- Cerithiopsis fusiformis (C. B. Adams, 1850)
- Cerithiopsis gemmulosa (C. B. Adams, 1850)
- Cerithiopsis georgiana Dall, 1927
- Cerithiopsis gordaensis Rolán & Fernández-Garcés, 2010
- Cerithiopsis greenii (C.B. Adams, 1839)
- Cerithiopsis greppii Buzzurro & Cecalupo, 2005
- Cerithiopsis guitarti Espinosa & Ortea, 2001
- Cerithiopsis hadfieldi Jay & Drivas, 2002
- Cerithiopsis hero Bartsch, 1911
- Cerithiopsis honora Dall, 1927
- Cerithiopsis horrida (Monterosato, 1874)
- Cerithiopsis infrequens Rolán, Espinosa, Fernández-Garcés, 2007
- Cerithiopsis io Dall & Bartsch, 1911
- Cerithiopsis iochrous Jay & Drivas, 2002
- Cerithiopsis iontha Bartsch, 1911
- Cerithiopsis iota (C. B. Adams, 1845)
- Cerithiopsis iudithae Reitano & Buzzurro, 2006
- Cerithiopsis iuxtafuniculata Rolan, Espinosa & Fernandez-Garcés, 2007
- Cerithiopsis jeffreysi Watson, 1885
- Cerithiopsis jousseaumei Jay & Drivas, 2002
- Cerithiopsis krisbergi Rolán & Fernández-Garcés, 2007
- Cerithiopsis ladae Prkic & Buzzurro, 2007
- Cerithiopsis lamyi Jay & Drivas, 2002
- Cerithiopsis lata (C. B. Adams, 1850)
- Cerithiopsis leipha Dall, 1927
- Cerithiopsis magellanica Bartsch, 1911
- Cerithiopsis matara Dall, 1889
- Cerithiopsis melvilli Jay & Drivas, 2002
- Cerithiopsis merida Dall, 1927
- Cerithiopsis minima (Brusina, 1865)
- Cerithiopsis morelosensis Rolán & Fernández-Garcés, 2010
- Cerithiopsis movilla Dall & Bartsch, 1911
- Cerithiopsis nofronii Amati, 1987
- Cerithiopsis nutzeli Jay & Drivas, 2002
- Cerithiopsis oculisfictis Prkic & Mariottini, 2010
- Cerithiopsis parvada Rolán, Espinosa, Fernández-Garcés, 2007
- Cerithiopsis paucispiralis Rolán & Fernandes, 1989
- Cerithiopsis perlata (Monterosato, 1889)
- Cerithiopsis pesa Dall & Bartsch, 1911
- Cerithiopsis petala Dall, 1927
- Cerithiopsis petanii Prkic & Mariottini, 2010
- Cerithiopsis pickeringae Jay & Drivas, 2002
- Cerithiopsis portoi Rolán & Espinosa, 1996
- Cerithiopsis prieguei Rolán & Espinosa, 1996
- Cerithiopsis pseudomovilla Rolán & Espinosa, 1996
- Cerithiopsis pulchresculpta Cachia, Mifsud & Sammut, 2004
- Cerithiopsis pulvis (Issel, 1869)
- Cerithiopsis satisnodosa Rolán & Fernández-Garcés, 2010
- Cerithiopsis scalaris (Locard, 1892)
- Cerithiopsis seddonae Jay & Drivas, 2002
- Cerithiopsis serina Dall, 1927
- Cerithiopsis sigsbeana Dall, 1881
- Cerithiopsis tarruellasi Peñas & Rolán, 2006
- Cerithiopsis tenthrenois (Melvill, 1896)
- Cerithiopsis tubercularis (Montagu, 1803)
- Cerithiopsis vanhyningi Bartsch, 1918
- Cerithiopsis vaurisi Jay & Drivas, 2002
- Cerithiopsis vicola Dall & Bartsch, 1911
- Cerithiopsis vinca Olsson & Harbison, 1953
- Cerithiopsis virginica Henderson & Bartsch, 1914
- Cerithiopsis vitrea Dall, 1927
- Cerithiopsis warmkae Jong & Coomans, 1988
- Cerithiopsis wayae Jay & Drivas, 2002